# Rudolf Altstadt
Rudolf Altstadt (16 de janeiro de 1914 - 27 de maio de 1974) foi um oficial alemão que serviu na Heer durante a Segunda Guerra Mundial. Foi condecorado com a Cruz de Cavaleiro da Cruz de Ferro.